# Nemoura arlingtoni
Nemoura arlingtoni är en bäcksländeart som beskrevs av Wu, C.F. 1939. Nemoura arlingtoni ingår i släktet Nemoura och familjen kryssbäcksländor. Inga underarter finns listade i Catalogue of Life.